# Tegel (stadsdel)
Tegel är en stadsdel i stadsdelsområdet Reinickendorf i Berlin. Tegel är bland annat känt för att Berlins tidigare flygplats, Flughafen Berlin-Tegel, ligger där.
Tegel är ett mycket populärt utflyktsmål för berlinarna som åker ut och badar eller åker båt vid Tegeler See. I Tegel finns många restauranger och barer för sommargästerna. Det finns också många kolonistugor. Den gamla byn Tegel, idag benämnd Alt-Tegel, har givit namn till stadsdelen, och här finns även Tegels slott. Under 1800-talet blev Borsig en storindustri i Tegel och fortfarande finns stora byggnader kvar från vad som en gång i tiden var Europas största loktillverkare.

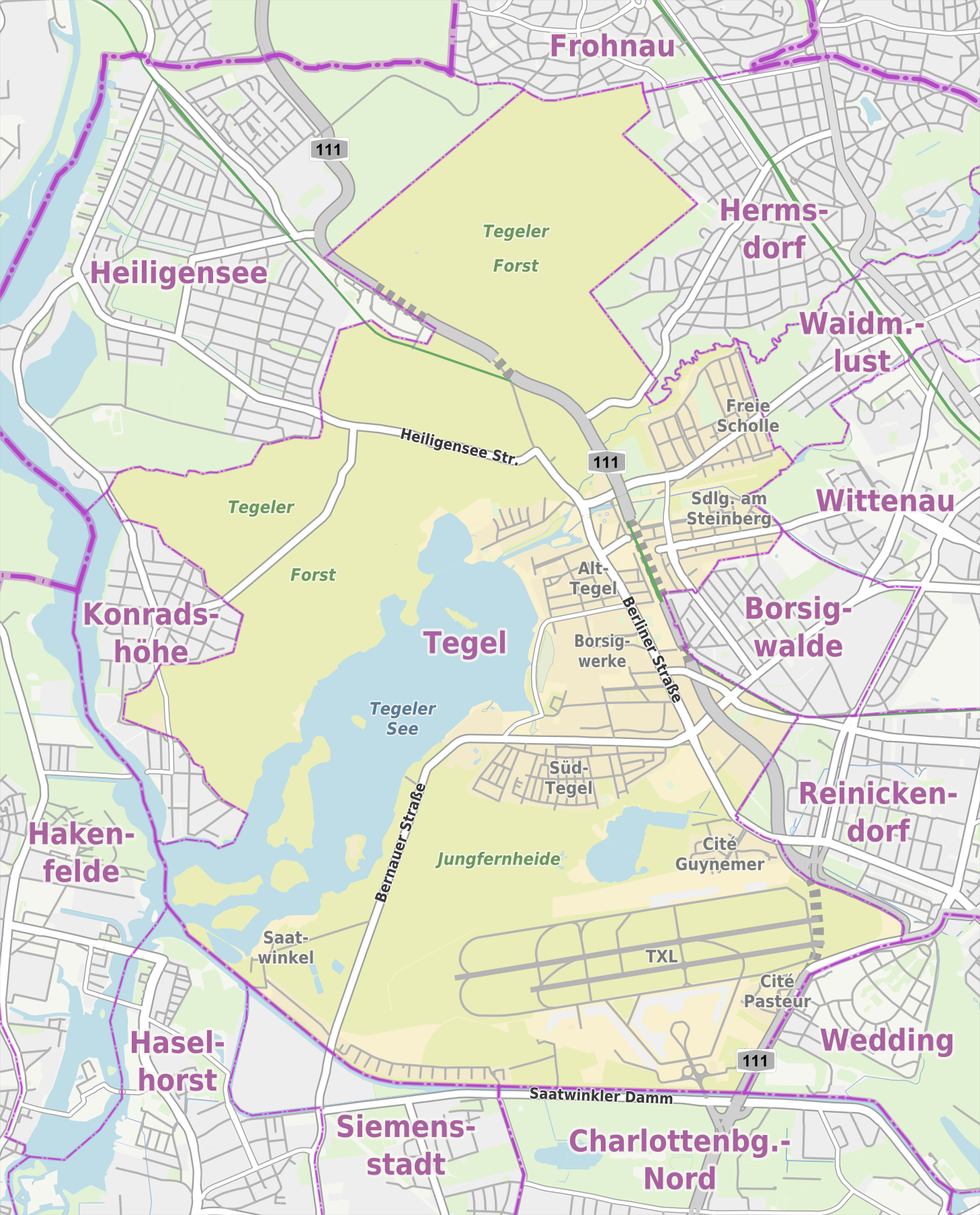
Karta över stadsdelen

## Sevärdheter
- Alt-Tegel
- Villa Borsig
- Tegels slott

## Kommunikationer
| Linje | Station   |
| U6    | Alt-Tegel |

## Personligheter
- August Borsig

## Galleri

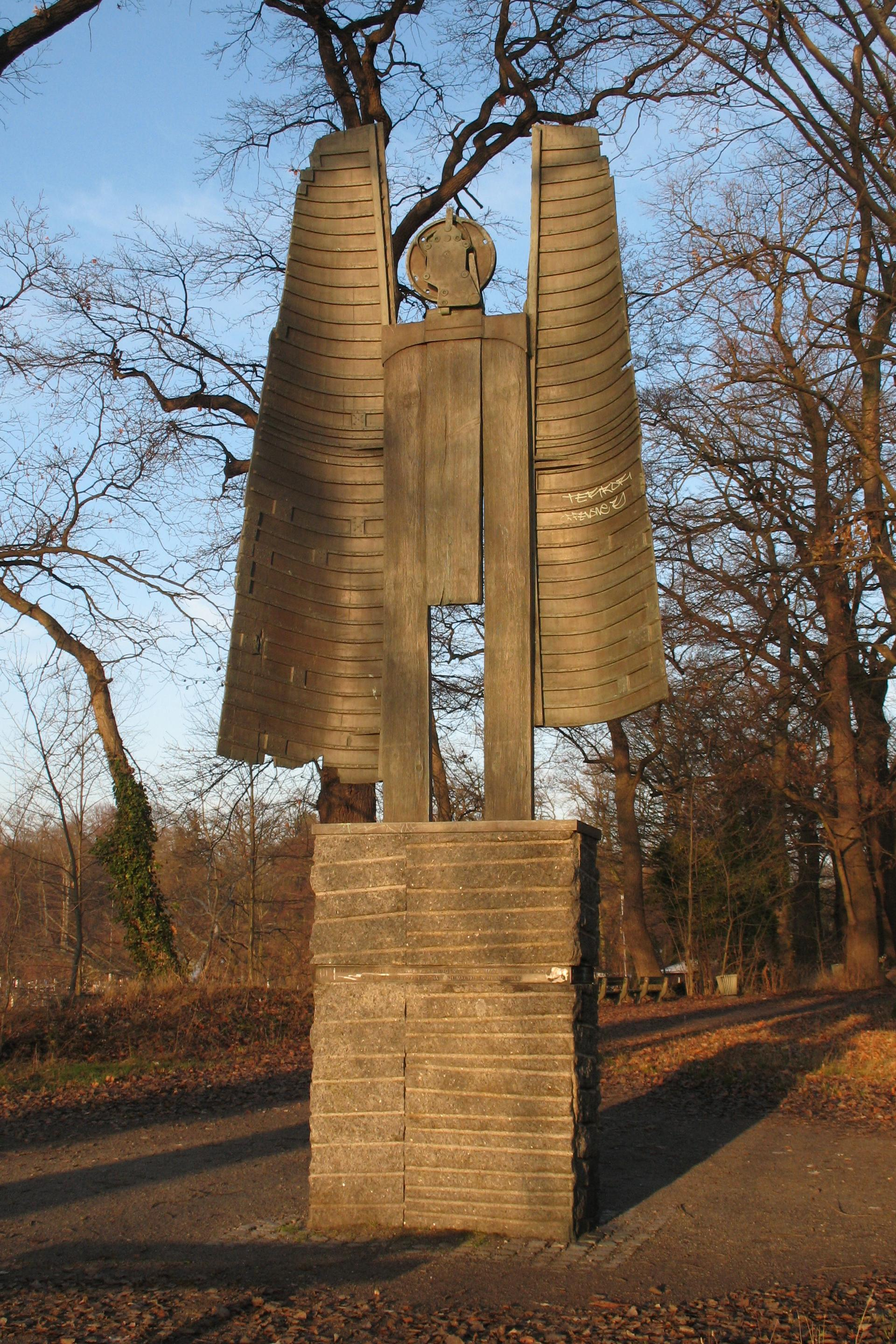
Staty till minne av Hannah Höch